# Segunda Liga 2008-2009
La Liga de Honra 2008-2009 è stata la diciannovesima edizione della Liga de Honra, il secondo livello del campionato di calcio portoghese.
Per la terza volta assunse il nome di uno sponsor: Vitalis.
A partire da questa edizione la competizione fu ridotta a 16 squadre: 4 retrocesse dalla Primeira Liga, 2 promosse dalla II Divisão e il resto salve dalla stagione precedente.
Il vincitore fu il Olhanense, promosso in Primeira Liga insieme al União Leiria, secondo classificato.
Gondomar e Boavista furono retrocessi in II Divisão.

## Squadre partecipanti
- Gil Vicente
- Olhanense
- União Leiria
- Boavista
- Gondomar
- Covilhã
- Beira-Mar
- Freamunde
- Estoril Praia
- Feirense
- Portimonense
- Desp. Aves
- Santa Clara
- Varzim
- Oliveirense
- Vizela

## Classifica
|  | Pos. | Squadra       | Pt | G  | V  | N  | P  | GF | GS | DR  |
|  | ---- | ------------- | -- | -- | -- | -- | -- | -- | -- | --- |
|  | 1.   | Olhanense     | 58 | 30 | 18 | 4  | 8  | 52 | 32 | +20 |
|  | 2.   | União Leiria  | 54 | 30 | 15 | 9  | 6  | 46 | 29 | +17 |
|  | 3.   | Santa Clara   | 52 | 30 | 15 | 7  | 8  | 45 | 32 | +13 |
|  | 4.   | Estoril Praia | 44 | 30 | 12 | 8  | 10 | 41 | 37 | +4  |
|  | 5.   | Feirense      | 42 | 30 | 11 | 9  | 10 | 37 | 34 | +3  |
|  | 6.   | Freamunde     | 41 | 30 | 11 | 8  | 11 | 32 | 35 | -3  |
|  | 7.   | Covilhã       | 40 | 30 | 10 | 10 | 10 | 42 | 42 | +0  |
|  | 8.   | Varzim        | 39 | 30 | 11 | 6  | 13 | 29 | 35 | -6  |
|  | 9.   | Gil Vicente   | 38 | 30 | 8  | 14 | 8  | 36 | 37 | -1  |
|  | 10.  | Vizela        | 37 | 30 | 7  | 16 | 7  | 28 | 33 | -5  |
|  | 11.  | Desp. Aves    | 36 | 30 | 9  | 9  | 12 | 30 | 36 | -6  |
|  | 12.  | Beira-Mar     | 35 | 30 | 8  | 11 | 11 | 32 | 32 | +0  |
|  | 13.  | Portimonense  | 35 | 30 | 7  | 14 | 9  | 29 | 35 | -6  |
|  | 14.  | Oliveirense   | 32 | 30 | 7  | 11 | 12 | 25 | 33 | -8  |
|  | 15.  | Boavista      | 32 | 30 | 9  | 5  | 16 | 28 | 44 | -16 |
|  | 16.  | Gondomar      | 30 | 30 | 7  | 9  | 14 | 29 | 35 | -6  |

Legenda:

      Ammesse alla Primeira Liga 2009-2010

      Retrocesse in Segunda Divisão 2009-2010

Note:
Il Vizela viene retrocesso a causa di un caso di corruzione